# Nagy Petra (színművész)
Nagy Petra (Budapest, 1991 –) magyar színésznő, bábművész.

## Életpályája
10 évesen már a Meseláda Bábcsoport tagja volt. A Vörösmarty Mihály Gimnázium drámatagozatán érettségizett (2006–2010), majd a Pesti Magyar Színiakadémián tanult két évig (2010–2012). 2012-2017 között a Színház- és Filmművészeti Egyetem bábszínész szakán tanult. 2017-2022 között a győri Vaskakas Bábszínház tagja volt. 2022-ben csatlakozott a Pesti Magyar Színház társulatához.
2020-ban Keresztény Tamással megalapították a Laniakea Színházat.

## Színházi szerepei

### Pesti Magyar Színház
- A kincses sziget: Fanny Osbourne /Mrs. Hawkins
- Tüskevár: Éva
- Kő, papír, olló: Nati

## Díjai
- Főnix-díj (2023)